# Риплянка
Рипля́нка — традиционное блюдо жителей Колочавы на Закарпатье. Состоит из разваренного в пюре картофеля и кукурузной муки. Блюдо так называется, потому что на местном диалекте «ріпа» — это картофель. Это же название может относиться к картофельному супу.

## Приготовление
Картофель варят в небольшом количестве воды, всыпают туда замоченную в тёплой воде кукурузную крупу (среднего помола). Вымешивают до однородности. Посуду для запекания обильно смазывают сливочным маслом. Выкладывают в него риплянку, сверху кладут кусочек масла и присыпают брынзой. Запекают в духовке (220℃) в течение 30-40 минут до образования золотистой корочки.
Подают риплянку в виде небольших булочек, едят руками, макая в сметану, шкварки и брынзу. Уместными добавками к ней станут домашняя колбаса, соления и салат из квашеной капусты.
С 2013 года в Колочаве проходит Фестиваль риплянки